# Codakia
Genre
Synonymes
- genre Codokia P. Fischer, 1887[2]
- genre Lentillaria Schumacher, 1817[2]
- sous-genre Lucina (Anfilla) de Gregorio, 1885[2]
- sous-genre Lucina (Codakia) Scopoli, 1777[2]
- genre Pexocodakia Iredale, 1930[2]

Codakia est un genre de mollusques bivalves marins de la famille des Lucinidae.

## Liste d'espèces
Selon BioLib (26 août 2021) :
- Codakia californica T. A. Conrad, 1837
- Codakia costata d'Orbigny, 1842
- Codakia distinguenda G. W. Tryon, 1872
- Codakia exasperata L. A. Reeve, 1850
- Codakia filiata W. H. Dall, 1901
- Codakia golikovi Zorina, 1978
- Codakia interrupta J. B. Lamarck, 1816
- Codakia leonina (Basterot, 1825) †
- Codakia minuata Deshayes, 1863
- Codakia orbicularis C. Linnaeus, 1758
- Codakia paytenorum T. Iredale, 1927
- Codakia pectinella C. B. Adams, 1852
- Codakia perobliqua R. Tate, 1892
- Codakia punctata C. Linnaeus, 1758
- Codakia reevei G. P. Deshayes, 1863
- Codakia rugifera (Reeve, 1835)
- Codakia tigerina C. Linnaeus, 1758

Selon ITIS (26 août 2021) :
- Codakia costata (d'Orbigny, 1842)
- Codakia cubana Dall, 1901
- Codakia decussata (O. G. Costa, 1836)
- Codakia distinguenda (Tryon, 1872)
- Codakia orbicularis (Linnaeus, 1758)
- Codakia orbiculata (Montagu, 1808)
- Codakia pectinella (C. B. Adams, 1852)

Selon NCBI (26 août 2021) :
- Codakia interrupta (Lamarck, 1818)
- Codakia orbicularis
- Codakia paytenorum (Iredale, 1937)
- Codakia rugifera Lucina rugifera Reeve, 1835
- Codakia tigerina Venus tigerina Linnaeus, 1758

Selon World Register of Marine Species (26 août 2021) :
- Codakia distinguenda (Tryon, 1872)
- Codakia interrupta (Lamarck, 1818)
- Codakia leonina (Basterot, 1825) †
- Codakia orbicularis (Linnaeus, 1758)
- Codakia paytenorum (Iredale, 1937)
- Codakia punctata (Linnaeus, 1758)
- Codakia rugifera (Reeve, 1835)
- Codakia thaanumi Pilsbry, 1918
- Codakia tigerina (Linnaeus, 1758)